# Seznam.cz

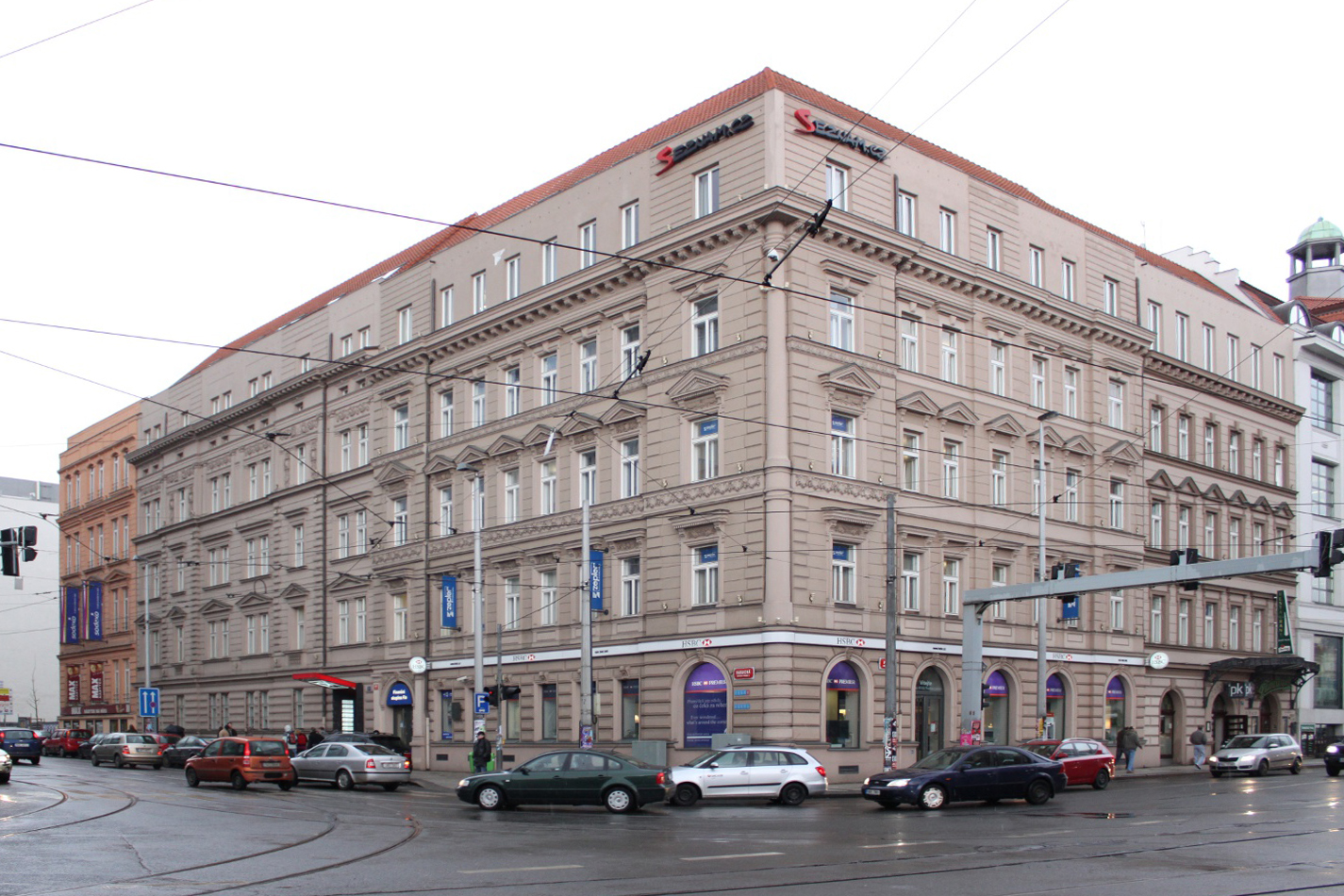
Seznam.cz位於布拉格的总部

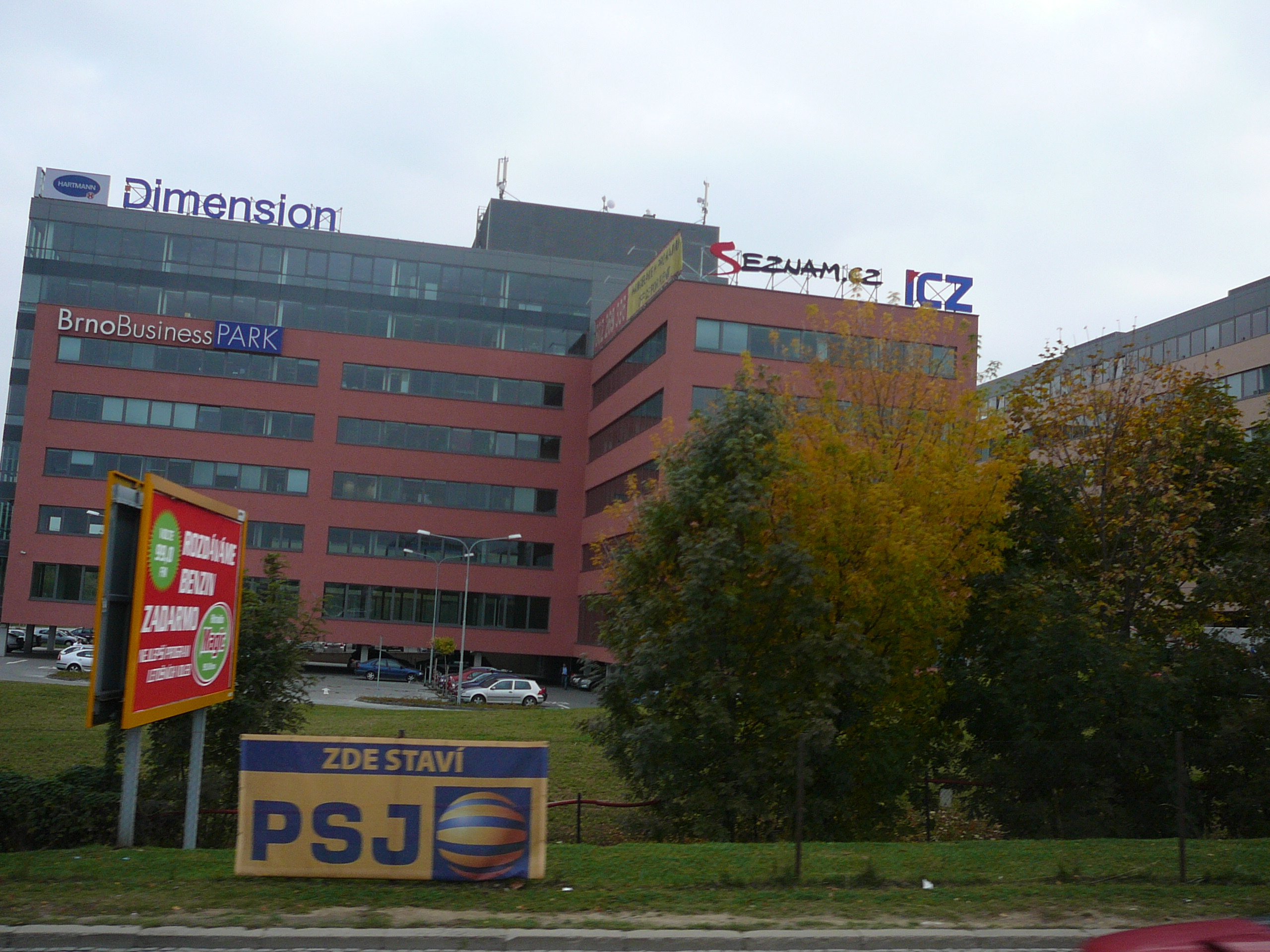
Seznam.cz位於布尔诺的辦公場所

Seznam.cz是捷克共和国的门户网站和搜索引擎，由伊沃·卢卡乔维奇于1996年在捷克布拉格創立，它是捷克共和国第一个门户网站。Seznam.cz僅提供捷克語界面，營收以廣告為主。截至2014年底，每月有超过600万用户使用Seznam。
Seznam曾經一度與百度、NAVER、雅虎日本和Yandex一樣打破Google的壟斷在某個地區作為第一搜索引擎，但後來Seznam在捷克被Google超越。根据Toplist的统计数据，截至2012年5月，Google在捷克的搜索引擎市場份額為54.69%，Seznam為42.84%。截至2014年8月，Seznam的搜索份额下降至38%。
2024年1月，Seznam没有被中华人民共和国防火长城屏蔽，但其不支持中文搜索。